# Zbor sv. Nikolaja Litija
Zbor svetega Nikolaja Litija je mešani pevski zbor, ki deluje pod okriljem društva Nova kultura Litija. Deluje od leta 1997. Združuje 45 pevcev iz Litije in drugih slovenskih krajev. Kljub aktivnosti v domačem in mednarodnem okolju še vedno enkrat mesečno sodeluje s petjem pri bogoslužju v domači cerkvi.  
Zbor sv. Nikolaja Litija ob pomoči korepetitorjev Viktorije Likovič, Jureta Kavčiča, Alje Pešak, Ane Tori in Matica Podobnika vodi dirigentka Helena Fojkar Zupančič.

## Nastopi
- Simfoniki RTV, prvi koncert cikla Kromatika, 10. septembra 2015 v Gallusovi dvorani Cankarjevega doma - ženska sekcija zbora sv. Nikolaja[1]
- JSKD Europa Cantat, slavnostno odprtje festivala Europa Cantat 2021[2]
- Božični oratorij 2023 - v Litiji in Ljubljani[3]
- Operni zbori s simfoničnim orkestrom Cantabile v Litiji in Logatcu[4]
- Koncert Zakladi latvijske zborovske glasbe ob zaključku seminarja z dirigentom Maris Sirmaisom[5]

## Tekmovanja

### Naša pesem Maribor:
- 2005: 2. mesto[6]
- 2016: 2. mesto[7]

Mednarodna tekmovanja:
- 2004: 7. mednarodno tekmovanje Maribor - 2. mesto[8]
- 2011: 9. mednarodno zborovsko tekmovanje in festival Venezia in Musica - 1. mesto in Velika nagrada tekmovanja[9]
- 2013: 12. Mednarodno zborovsko tekmovanje Maasmechelen - 1. mesto in najboljši zbor tekmovanja[10]
- 2023: Mednarodno tekmovanje komornih zborov Marktoberdorf - 2. mesto[11]

## Diskografija
- Puer est natus. Litija : Zbor sv. Nikolaja : Društvo Nova kultura, 2017 (COBISS)
- Jazzlice. Litija : Zbor sv. Nikolaja : Društvo Nova kultura, 2017 (COBISS)
- Eno drevce. Litija : Zbor sv. Nikolaja Litija : Društvo Nova kultura Litija, 2011 (COBISS)
- Sacra religiΩ. Litija : Nova kultura Litija, 2006, 2007 (COBISS)